# بيتر غروس
بيتر غروس (بالألمانية: Peter Gruss) ـ (ولد في آلسفلد بولاية هسن في 28 يونيو 1949) هو عالم أحياء نمائي ألماني، شغل منصب رئيس جمعية ماكس بلانك لفترتين (من 2002 إلى 2008، ومن 2008 إلى 2014)، ويشغل حاليًا منصب رئيس معهد أوكيناوا للعلوم والتقنية.

## روابط خارجية
- بيتر غروس على موقع مونزينجر (الألمانية)